# Lago Griffith
El lago Griffith es un pequeño lago y zona de acampada situado en los pueblos de Peru y Monte Tabor, en Vermont, dentro del Bosque Nacional de las Green Mountains en Estados Unidos. El lugar se encuentra en la ruta del Long Trail/Appalachian Trail. La zona está gestionada por el Green Mountain Club y cuenta con un encargado en el lugar durante la temporada alta, que se encarga del mantenimiento de las áreas de acampada, la letrina, los inodoros de compostaje y los senderos.
Durante ese período, se cobra una tarifa de 5 dólares por pasar la noche en las plataformas para tiendas de campaña o en el refugio cercano tipo lean-to. Como no existen fuentes de agua consideradas "seguras", los excursionistas deben estar preparados para utilizar un sistema de purificación de agua de grado campamento o hervir el agua antes de consumirla.
El acceso al lago Griffith se realiza a través de un sendero compartido para caminantes y motos de nieve. No se permite el acceso a caballos, vehículos motorizados ni bicicletas de montaña en dicho sendero.